# Овчар (занимање)
Овчар, пастир или чобанин (народски: чобан), назив је човека чије је занимање да чува стоку (овце). Ово занимање је постајало још у најранијим човечијим популацијама, настало вероватно паралелно са процесима доместификације животиња.
Овчар обично чува овце које припадају другим људима, једном или неколико власника. Стереотипан приказ једног пастира укључује крзнену шубару, руно и штап. Кроз историју и уметност се овчар помиње у многим причама, бајкама, песмама и другим уметничким делима.
- Чобански прибор (Пољопривредни музеј у Кулпину)
- Чобански бичеви
- Чобански штапови (Музеј Македоније)
- Катуниште на Бјеласици